# Уришев, Анзор Суадинович
Анзо́р Суади́нович У́ришев (кабард.-черк. Урыш Суӏэдин и къуэ Андзор; род. 23 января 1987, Псыхурей, Кабардино-Балкарская АССР) — российский борец вольного стиля, чемпион и призёр чемпионатов России и Европы, Заслуженный мастер спорта России.

## Биография
Родился в селе Псыхурей (Кабардино-Балкария). Его отец — мастер спорта С. М. Уришев стал его первым тренером. Также его тренируют Анзор Темботов и Дмитрий Миндиашвили. Тренируется в клубе «Гладиатор». На межрегиональных соревнованиях выступает за Кабардино-Балкарию и Красноярский край. Участник летних Олимпийских игр 2012 года в Лондоне. Член сборной команды страны с 2009 года.
Рекордсмен по количеству завоеванных медалей на чемпионатах России, в его активе их 13. В ноябре 2021 года завершил спортивную карьеру и  вошёл в тренерский штаб сборной России по вольной борьбе.

## Спортивные результаты
- Чемпионат России по вольной борьбе 2009 года — ;
- Чемпионат России по вольной борьбе 2010 года — ;
- Чемпионат России по вольной борьбе 2011 года — ;
- Чемпионат России по вольной борьбе 2012 года — ;
- Чемпионат России по вольной борьбе 2013 года — ;
- Чемпионат России по вольной борьбе 2014 года — ;
- Чемпионат России по вольной борьбе 2015 года — ;
- Чемпионат России по вольной борьбе 2016 года — ;
- Чемпионат России по вольной борьбе 2017 года — ;
- Чемпионат России по вольной борьбе 2018 года — ;
- Чемпионат России по вольной борьбе 2019 года — ;
- Чемпионат России по вольной борьбе 2020 года — ;
- Чемпионат России по вольной борьбе 2021 года — ;
- Обладатель Кубка Рамзана Кадырова — 2009;
- Бронзовый призёр Кубка Рамзана Кадырова — 2010;
- Обладатель Гран-при Кубка Ивана Ярыгина — 2011;
- Серебряный призёр Кубка Ивана Ярыгина — 2010;
- Бронзовый призёр Кубка Ивана Ярыгина — 2009;
- Серебряный призёр чемпионата мира среди юниоров — 2007;
- Чемпион Европы среди юношей — 2004;
- Борьба на летних Олимпийских играх 2012 года — 8 место.

## Образование
Окончил Кабардино-Балкарскую государственную сельскохозяйственную академию.